# 알렉산드르 바시로프
알렉산드르 니콜라예비치 바시로프(러시아어: Александр Николаевич Баширов, 1955년 9월 24일 ~ )는 소련의 배우, 영화 감독, 화가이다.
한티만시 자치구에서 태어났으며, 시베리아 타타르인 출신이다.

## 영화
- 레토 (2018년) - 기차 안 화난 남자 역
- 하름스 (2017년)
- 더 랜드 오브 오즈 (2015년)
- 리젝션 (2011년) - 루시퍼 역
- 레드 머큐리 (2010년)
- 시베리아 횡단열차 : 대탈주  (2010년) - 질킨 역
- 스페이스 독 (2010년) - 모프스 목소리 역
- 레닌그라드: 900일간의 전투 (2009년) - 코소이 역
- 1814 (2007년)
- 카고 200 (2007년)
- 피터 FM (2006년)
- 돈 크라이 마미 2 (2005년) - 미샤 역
- 거장과 마가리타 (2005년)
- 제9중대 (2005년)
- 쫓기는 자매 (2001년)
- 젤레즈나야 퍄타 올리가르키 (1998년)
- 크루스탈리오프, 나의 차! (1998년)
- 검은 물 위에 (1993년)
- 이글라 (1988년)